# Марк Норелл
Марк Аллен Норелл (англ. Mark Allen Norell; нар. 26 липня 1957 року) — американський палеонтолог і молекулярний генетик, визнаний одним з провідних сучасних фахівців в галузі палеонтології хребетних. Керівник кафедри палеонтології та науковий співробітник Американського музею природознавства. Відомий як першовідкривач першого ембріона теропод і як автор описання багатьох нових видів пернатих динозаврів. Нореллу приписують назви родів Apsaravis, Byronosaurus, Citipati, Tsaagan і Achillobator. Його роботи регулярно з'являються у великих наукових журналах (включаючи обкладинки в Science and Nature).
Норелл є одночасно членом Клубу дослідників і Товариства Віллі Генніга.

## Кар'єра
Дослідження Норелла охоплювали низку різних галузей, починаючи від теоретичного вивчення різноманітності через призму часу і закінчуючи його докторською дисертацією про еволюційні варіації кукурудзи.
Норелл став куратором в Американському музеї природної історії в 1990 році та допоміг наглядати за оновленням залів еволюції хребетних. Він організував зали так, що відвідувачі рухаються по колу, починаючи своє дослідження з найпростіших хребетних тварин, плакодерм і кісткових риб, а завершують відвідування розвиненими ссавцями, такими як мамонти та парнокопитні.
Норелл вивчав зв'язок малих хижих динозаврів із сучасними птахами та розробив нові способи дослідження скам'янілостей за допомогою комп'ютерної томографії та комп'ютерної обробки зображень. Він очолював понад двадцять міжнародних палеонтологічних експедицій у Патагонію, Кубу, Чилійські Анди, Сахару, Західну Африку та Монголію.

## Відомі відкриття
Марк Норелл є безпосереднім першовідкривачем загадкового теропода шувуя, очолював групу, яка виявила Ухаа Толгод, найбагатшу місцевість у світі з рештками крейдових наземних хребетних, виявив перший ембріон тероподового динозавра, описав серію пернатих динозаврів і виявив перші прямі докази гніздування динозаврів. Теоретична робота Норелла зосереджена на оцінці даних у великих кладистичних наборах, а також на оцінці викопних зразків за допомогою філогенезу, щоб побачити тенденції різноманітності та вимирання. Він є автором кількох робіт, які обговорюють зв'язок між стратиграфічним положенням і філогенетичною топологією.

## Відзнаки
У 1998 році Норелл був названий «Лідером року Нью-Йорка» за версією New York Times. У 2000 році він був відзначений як видатний випускник Каліфорнійського державного університету у Лонг-Біч. Його науково-популярна книга «Відкриття динозаврів» отримала нагороду Scientific American «Книга року для молодих читачів». Інша його книга для широкої публіки під назвою «Гніздо динозаврів» отримала нагороду Orbis Pictus від Національної ради вчителів.